# Hudești (gmina)
Hudești – gmina w Rumunii, w okręgu Botoszany. Obejmuje miejscowości Alba, Baranca, Hudești, Mlenăuți i Vatra. W 2011 roku liczyła 6067 mieszkańców.